# Garrett M. Brown
Garrett M. Brown este un actor american.  Este cel mai cunoscut pentru interpretarea lui Bob Russell în Unchiul Buck (1989) și a lui James Lizewski în Kick-Ass (2010) și Kick-Ass 2 (2013).  A mai interpretat rolul titular din Hello, My Name Is Frank (2014).

## Filmografie (parțială)
- Zelig (1983)
- Lucas (1986)
- Unchiul Buck (1989)
- Turbulence (1997)
- Inventing the Abbotts (1997)
- The Sky Is Falling (2000)
- Fun with Dick and Jane (2005)
- Gridiron Gang (2006)
- Kiss the Bride (2007)
- The First Time (2009)
- Kick-Ass (2010)
- Numărul patru (2011)
- Kick-Ass 2 (2013)
- Hello, My Name Is Frank (2014)